# 31777 Amywinegar
31777 Amywinegar è un asteroide della fascia principale. Scoperto nel 1999, presenta un'orbita caratterizzata da un semiasse maggiore pari a 2,9011352 UA e da un'eccentricità di 0,0557693, inclinata di 3,12072° rispetto all'eclittica.